# 壱岐市立沼津小学校
壱岐市立沼津小学校（いきしりつ ぬまづしょうがっこう, Iki City Numazu Elementary School）は長崎県壱岐市郷ノ浦町小牧東触にある公立小学校。略称は「沼津小」、「沼小」（ぬましょう）。

## 概要
歴史
1875年（明治8年）に開校した「第五大学区第四中学区下等長峰小学校」と「下等黒崎小学校」を前身とする。2010年（平成22年）に創立135周年を迎えた。
校章
波の上にはばたく鳥を描き、中央に「沼小」の文字（縦書き）を置いている。
校歌
歌詞は3番まであり、各番とも「のびゆく沼津小学校」で終わる。
校区
住所表記で郷ノ浦町の後に「里触」、「新田触」、「小牧東触」、「小牧西触」、「長峰東触」、「長峰本村触」、「有安触」が続く地区。卒業後は、大半が壱岐市立郷ノ浦中学校へ進学する。

## 沿革
- 1875年（明治8年）9月 -「第五大学区第四中学区長峰小学校」が長峰村の玉泉寺（北緯33度46分45.6秒 東経129度40分21.3秒 / 北緯33.779333度 東経129.672583度）を校舎に創立。
- 1876年（明治9年）- 長峰小学校から「第五大学区第四中学区下等黒崎小学校」が分離・独立し、黒崎村の高源院（北緯33度47分45.8秒 東経129度40分0.5秒 / 北緯33.796056度 東経129.666806度）に創立[3]。
- 1882年（明治15年）- 尋常長峰小学校が長峰本村触に移転。
- 1890年（明治23年）- 沼津村発足[4]により、長峰小学校と黒崎小学校を統合し、「沼津尋常小学校」に改称。
- 1894年（明治27年）- 大字黒崎字日形（現在地）に移転。
- 1908年（明治41年）- 高等科を併置し、「沼津尋常高等小学校」に改称。
- 1917年（大正6年）- 在籍児童数が最大の458名を記録する。
- 1927年（昭和2年）- 校舎を増築。
- 1941年（昭和16年）4月1日 - 国民学校令により、「沼津村立国民学校」と改称。
- 1947年（昭和22年）4月1日 - 学制改革（六・三制の実施）により、「沼津村立沼津小学校」となる。沼津村立沼津中学校を併設。
- 1949年（昭和24年）- 沼津中学校が校舎を新築し、移転。併設を解消。
- 1955年（昭和30年）2月11日 - 町村合併により、「郷ノ浦町立沼津小学校」と改称。
- 1962年（昭和37年）- へき地集会所が完成。
- 1963年（昭和38年）- ミルク給食を開始。長崎県美術展で学校賞を受賞。
- 1967年（昭和42年）- 校旗を新調。
- 1968年（昭和43年）- 郷ノ浦町立給食センター（柳田触）配送方式の給食となる。
- 1969年（昭和44年）- 鉄筋コンクリート造の新校舎が完成。
- 1977年（昭和52年）- プールが完成。
- 1983年（昭和58年）- 体育館が完成。
- 1993年（平成5年）- 山川強四郎文庫を設置。
- 2004年（平成16年）3月1日 - 4町合併による壱岐市誕生に伴い、「壱岐市立沼津小学校」（現在名）に改称。
- 2011年（平成23年）9月 - 壱岐市学校給食センターが勝本町亀石地区に完成し、新給食センターからの配送が開始される。

## 著名な出身者
- 山口麻太郎 - 郷土研究家
- 松本祐太郎 - 2013年 京都大(法)卒。九州朝日放送を経てGoogle Japan勤務。

## アクセス
最寄りの港
- 郷ノ浦港 - 九州郵船が福岡県博多港と対馬市厳原港との間にフェリー・ジェットフォイルを運航している。

最寄りのバス停
- 壱岐交通 「沼津校」バス停

最寄りの国道・県道
- 長崎県道59号郷ノ浦沼津勝本線

## 周辺
- 沼津郵便局
- 壱岐市立沼津保育所
- 旧・壱岐市立沼津中学校校舎